# Feings, Loir-et-Cher

Feings este o comună în departamentul Loir-et-Cher, Franța. În 1 ianuarie 2018 avea o populație de 717 de locuitori.